# Pueblo (Nowy Meksyk)
Pueblo – jednostka osadnicza w Stanach Zjednoczonych, w stanie Nowy Meksyk, w hrabstwie San Miguel.